# Botoš
Botoš (en serbe cyrillique : Ботош ; en hongrois : Bótos) est une localité de Serbie située dans la province autonome de Voïvodine et sur le territoire de la Ville de Zrenjanin, district du Banat central. Au recensement de 2011, elle comptait 1 871 habitants.
Botoš est officiellement classé parmi les villages de Serbie.

## Géographie
Botoš se situe au bord du fleuve Timiș, le village est situé dans des plaines destinées à l'agriculture avec des forêts éparses. Le village se situe non loin de l'autoroute 18 de Serbie.

## Démographie

### Évolution historique de la population
| 1948  | 1953  | 1961  | 1971  | 1981  | 1991  | 2002  | 2011  |
| ----- | ----- | ----- | ----- | ----- | ----- | ----- | ----- |
| 3 019 | 3 198 | 3 305 | 2 820 | 2 569 | 2 436 | 2 148 | 1 871 |

|  |

## Personnalité
Le mathématicien et académicien Bogoljub Stanković est né dans le village en 1924.